# 리니에플뤼그
리니에플뤼그(스웨덴어: Linjeflyg)는 과거 스웨덴에 존재했던 국내선 항공사였다.

## 역사
1950년 8월에 아에로 스칸디아(Aero Scandia)라는 이름으로 설립된 에어타코(Airtaco)가 리니에플뤼그의 전신이다. 1957년에는 스칸디나비아 항공이 스웨덴의 신문인 《다겐스 뉘헤테르》(Dagens Nyheter), 《스톡홀름스 티드닝엔》(Stockholms-Tidningen)과의 합작을 통해 리니에플뤼그를 설립했다. 리니에플뤼그가 설립되었을 때 에어타코의 록히드 모델 18 로데스타 4대, 더글러스 DC-3 4대가 새로운 항공사에 통합되었다.
1983년 10월에는 리니에플뤼그의 본사가 스톡홀름 중심에 위치한 스톡홀름 브롬마 공항에서 스톡홀름 북부에 위치한 스톡홀름 알란다 공항으로 이동했다. 브롬마 공항은 1957년부터 리니에플뤼그의 허브 공항이었다. 1990년 9월 10일에는 스칸디나비아 항공이 리니에플뤼그가 소유하고 있던 전체 지분의 50%를 4억 7,400만 스웨덴 크로나에 매각했지만 6개월 뒤에 다시 사들이게 된다.
스웨덴에서 가장 큰 규모를 갖고 있던 국내선 항공사였던 리니에플뤼그는 20편 이상의 국내선 항공편을 운항했으며 연간 500만 명 이상의 승객을 수송했다. 1992년 당시에는 2,200명에 달하는 직원을 두고 있었고 세계에서 규모가 큰 포카 F28 여객기를 운항했다. 1992년 2월에는 스칸디나비아 항공이 리니에플뤼그가 아직 소유하지 않았던 전체 지분의 50%를 인수했고 1993년 1월 1일을 기해 스칸디나비아 항공에 통합되면서 소멸되었다.

## 같이 보기
- SAS 그룹
- 스칸디나비아 항공